# Aggeraue zwischen Lohmar und Siegburg
Das Naturschutzgebiet Aggeraue zwischen Lohmar und Siegburg liegt auf dem Gebiet der Städte Lohmar, Siegburg und Troisdorf im Rhein-Sieg-Kreis in Nordrhein-Westfalen. Das Gebiet erstreckt sich zwischen Pützrath im Norden und der Kernstadt Siegburg im Süden entlang der Agger. Am östlichen Rand des Gebietes verlaufen die A 3 und die B 484 und am südlichen Rand die B 56.

## Beschreibung
Das etwa 259,0 ha Gebiet wurde unter der Schlüsselnummer SU-092 im Jahr 2007 unter Naturschutz gestellt.
Der Kernbereich, der sich nördlich der B8 bis nach Lohmar erstreckt, ist zugleich Teil des FFH-Gebietes Agger und besitzt somit internationale Bedeutung. Fettwiesen und -weiden dominieren in der Auenlandschaft, die durch den Aggerdeich im Westen begrenzt wird. In abgeschnittenen Altarmen und Flutmulden haben sich stellenweise eutrophe Stillgewässer gebildet, die von z. T. alten Ufergehölzen umstanden sind. Eingestreut in die Auenlandschaft finden sich alte Eichenbaumgruppen und Feldgehölze. Die Agger ist an zwei Stellen im Gebiet renaturiert worden, so dass sich hier lokal ein naturnaher, mäandrierender Fluss ausbilden konnte mit Kiesbänken, Steil- und Flachufer sowie hohen Abbruchkanten. Die linksseitige Aggeraue, die nicht eingedeicht ist, wird von verschiedenen Waldformationen beherrscht. Es ist die gesamte Abfolge von trockneren bis feuchteren Eichen-Hainbuchenwäldern über Hartholzauen- und Weichholzauenwälder vertreten.

## Lebensräume, Tiere und Pflanzen
Nach der Fauna-Flora-Habitat-Richtlinie (FFH) sind folgende im NSG Aggeraue zwischen Lohmar und Siegburg vorkommende Lebensraumtypen von gemeinschaftlichem Interesse:
- natürliche eutrophe Seen und Altarme,
- Flüsse mit Schlammbänken und einjähriger Vegetation,
- feuchte Hochstaudenfluren,
- Glatthafer- und Wiesenknopfsilgenwiesen,
- Erlen-, Eschen- und Weichholz Auenwälder (prioritärer Lebensraum),
- Hainsimsen-Buchenwald,
- Sternmieren-, Eichen-, Hainbuchenwald und
- Hartholz Auenwälder.

Nach Anhang II der Richtlinie 92/43/EWG bzw. nach Vogelschutzrichtlinie 79/409/EWG besteht am Erhalt folgender Tierarten bzw. ihrer Lebensräume ein gemeinschaftliches Interesse:
- Bachneunauge
- Bekassine
- Flussneunauge
- Eisvogel
- Flussregenpfeifer
- Gelbbauchunke
- Kammmolch
- Laubfrosch
- Mittelspecht
- Neuntöter
- Nachtigall
- Pirol
- Raubwürger
- Rotmilan
- Schwarzkehlchen
- Schwarzspecht
- Wespenbussard
- Wiesenpieper
- Wasserralle
- Zwergtaucher

Bei den Pflanzenarten ist Vorkommen der seltenen Flatterulme bemerkenswert. Außerdem sind hervorzuheben: Flutender Wasser-Hahnenfuß und Sumpf-Schwertlilie.

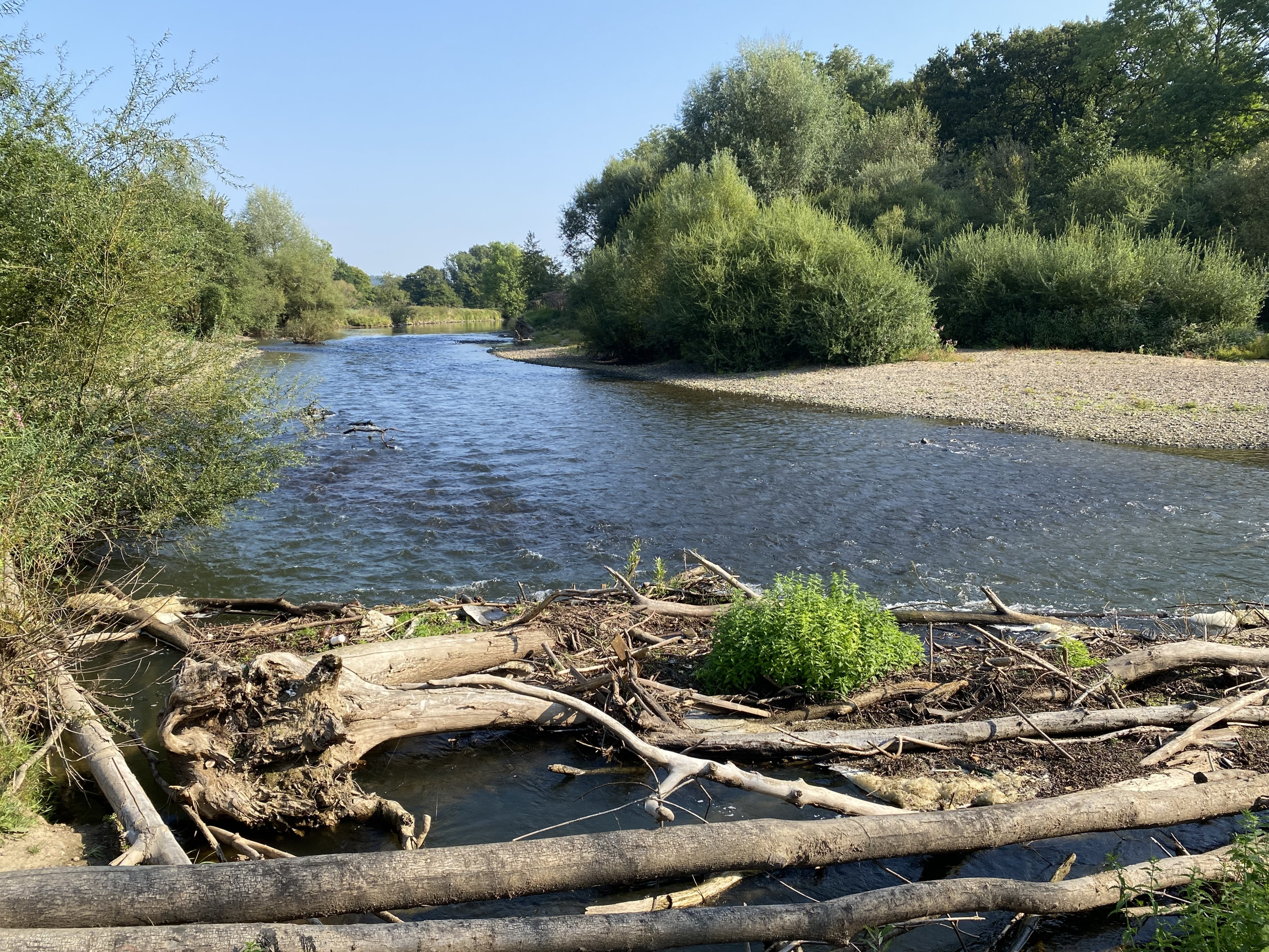
Renaturierte Agger
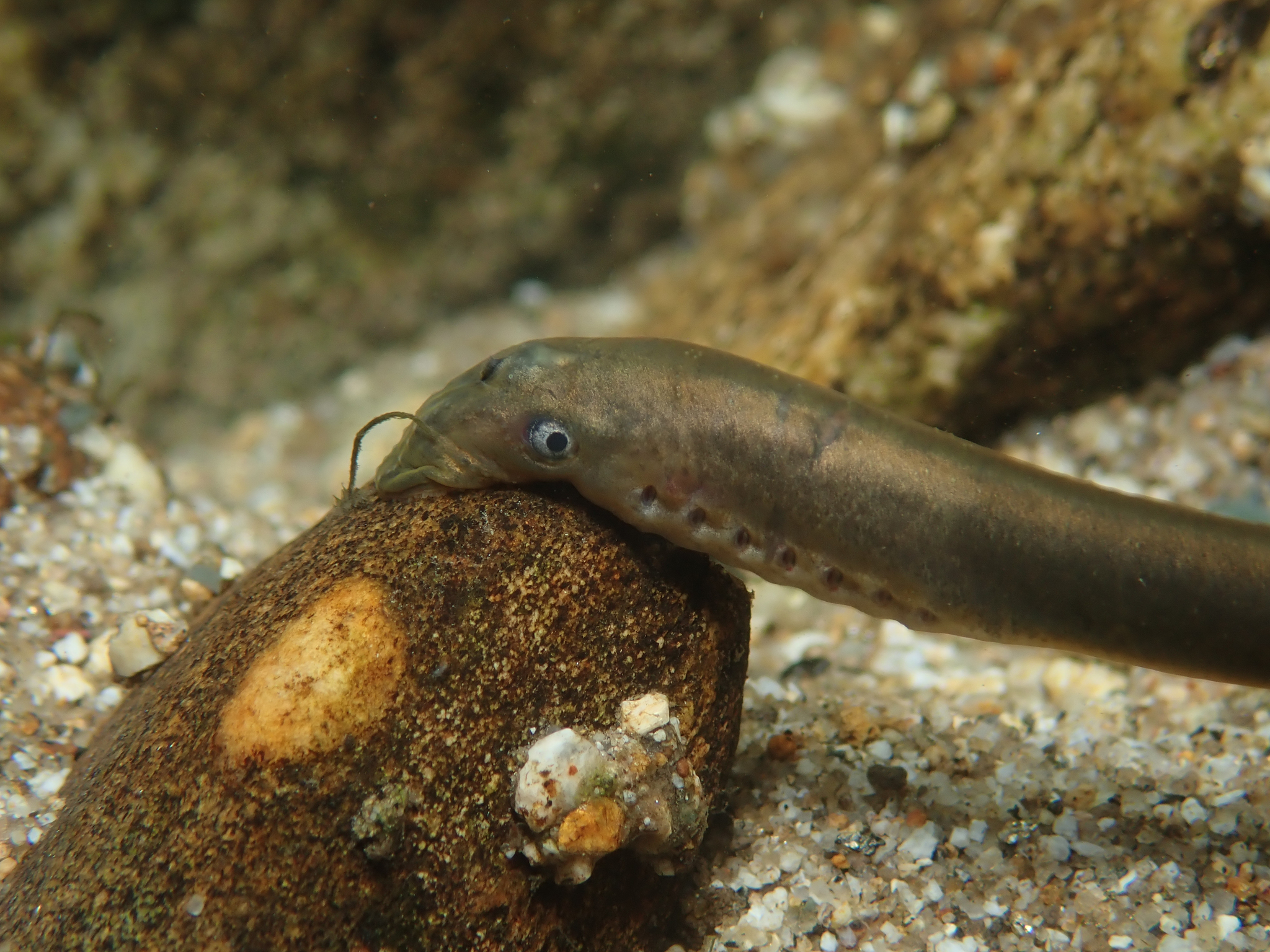
Bachneunauge (Lampetra planeri)
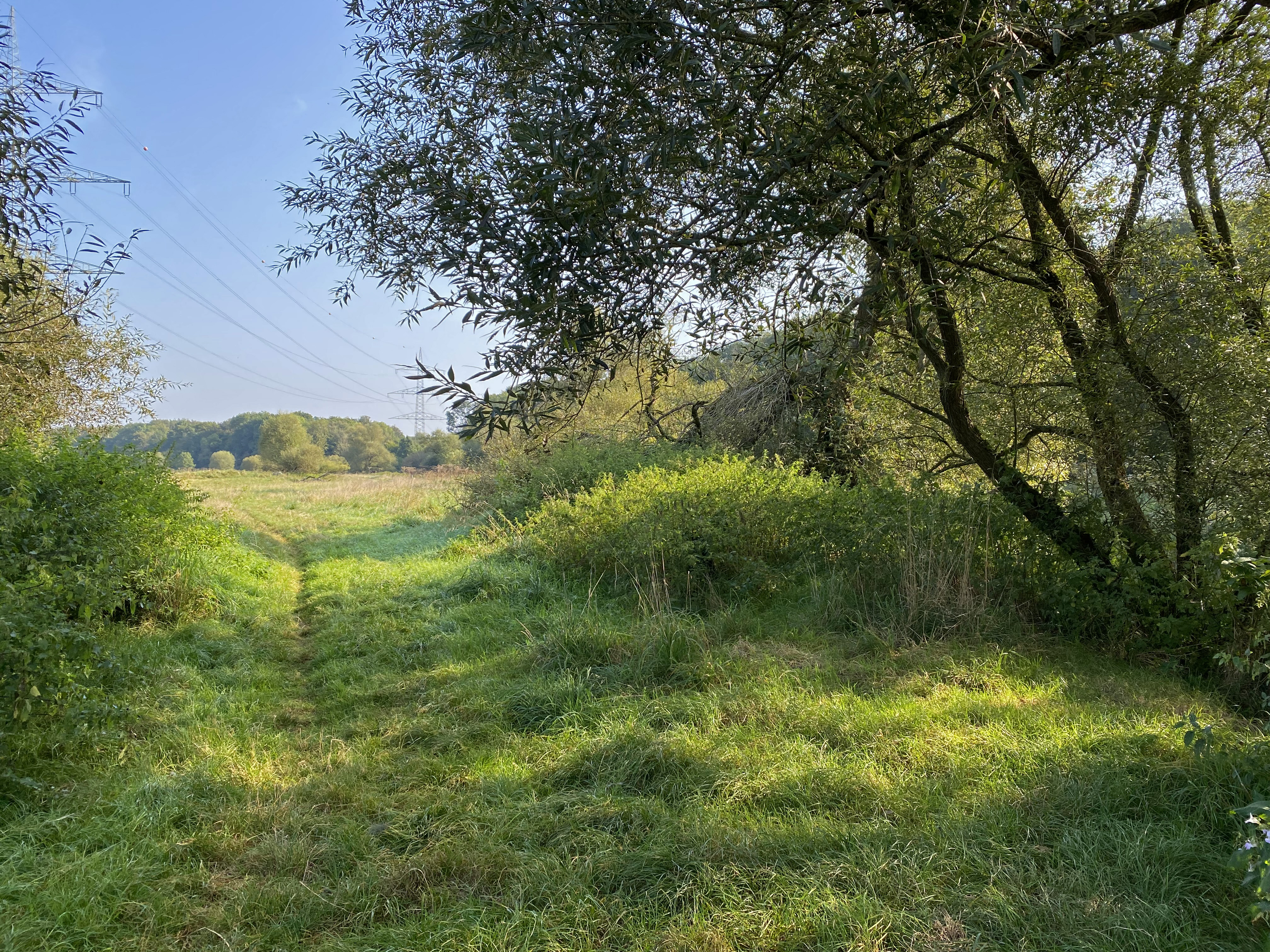
Aggeraue
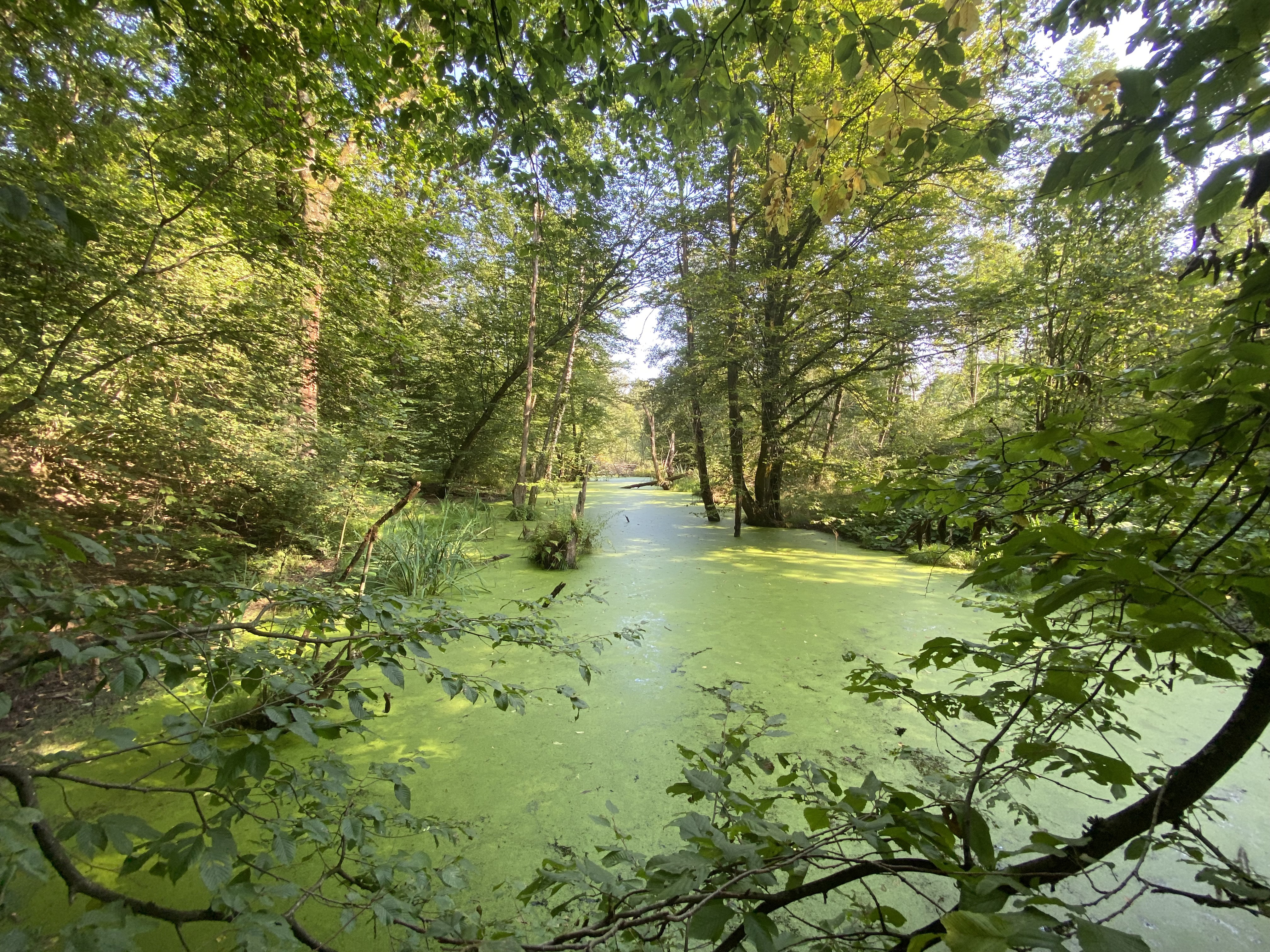
Am Alten Wasser – Altarm der Agger
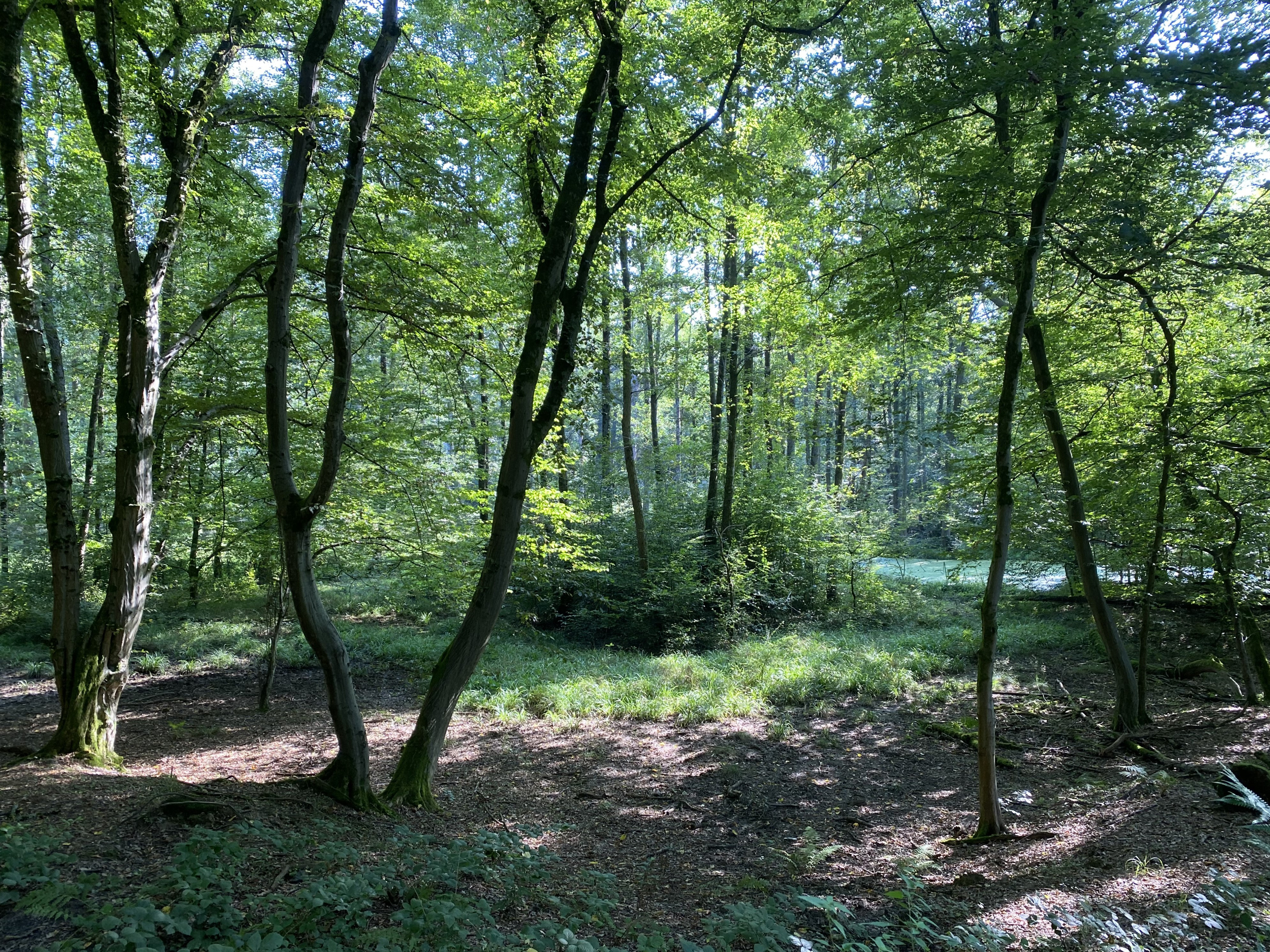
Auwald in der Aggeraue
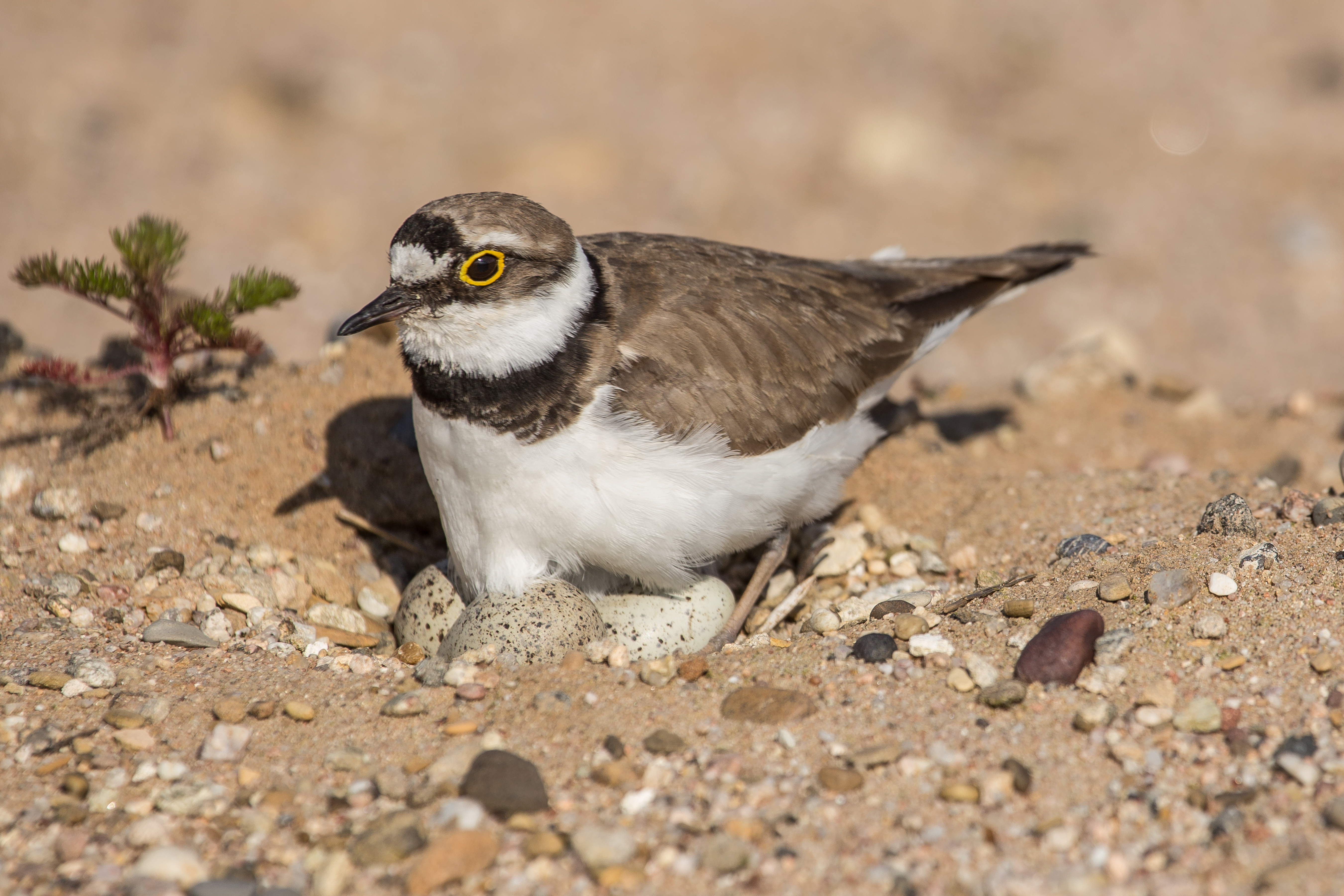
Flussregenpfeifer braucht vegetationsfreie, natürliche Flussabschnitte
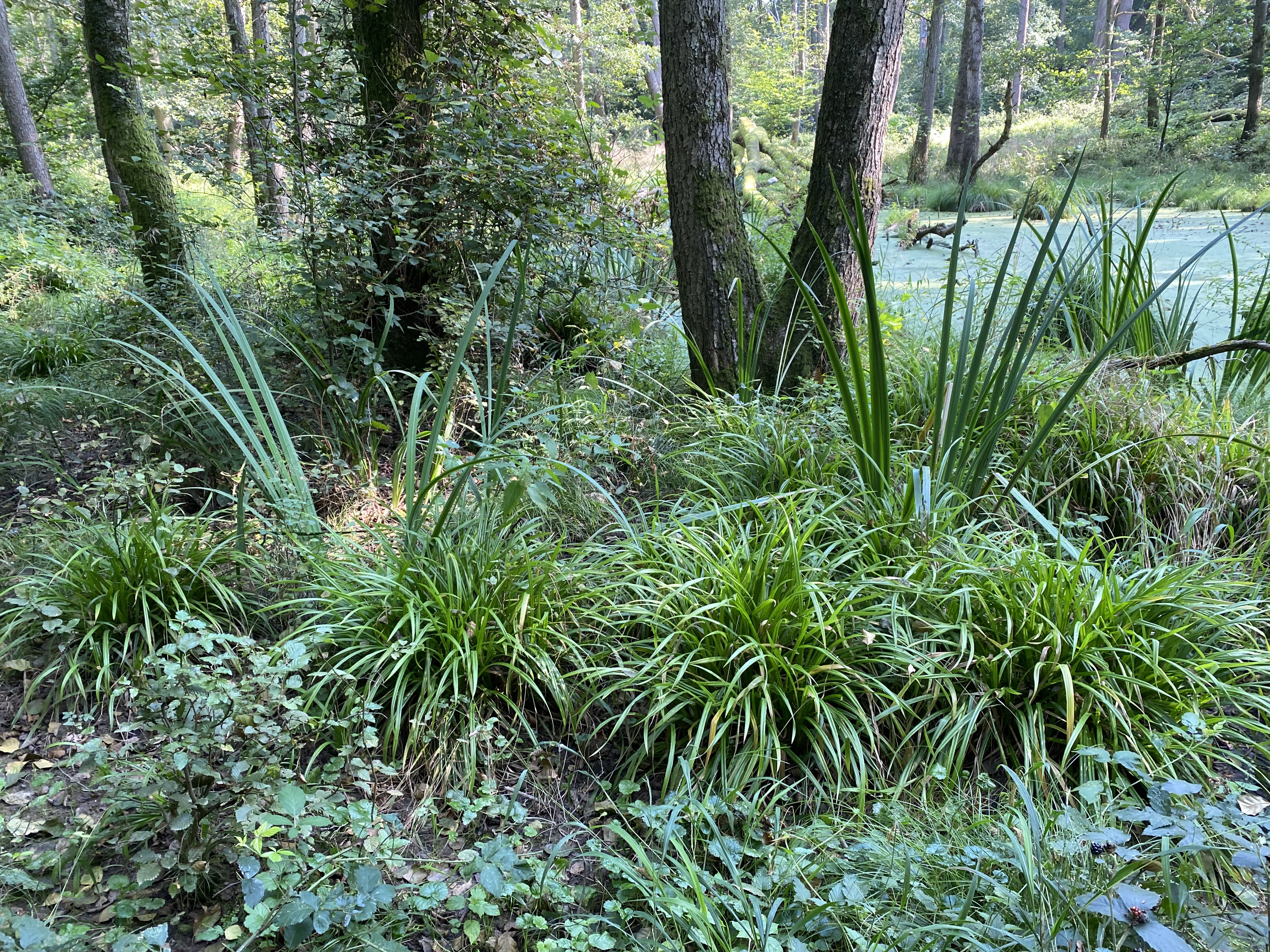
Seggen und Sumpf-Schwertlilien im Auwald
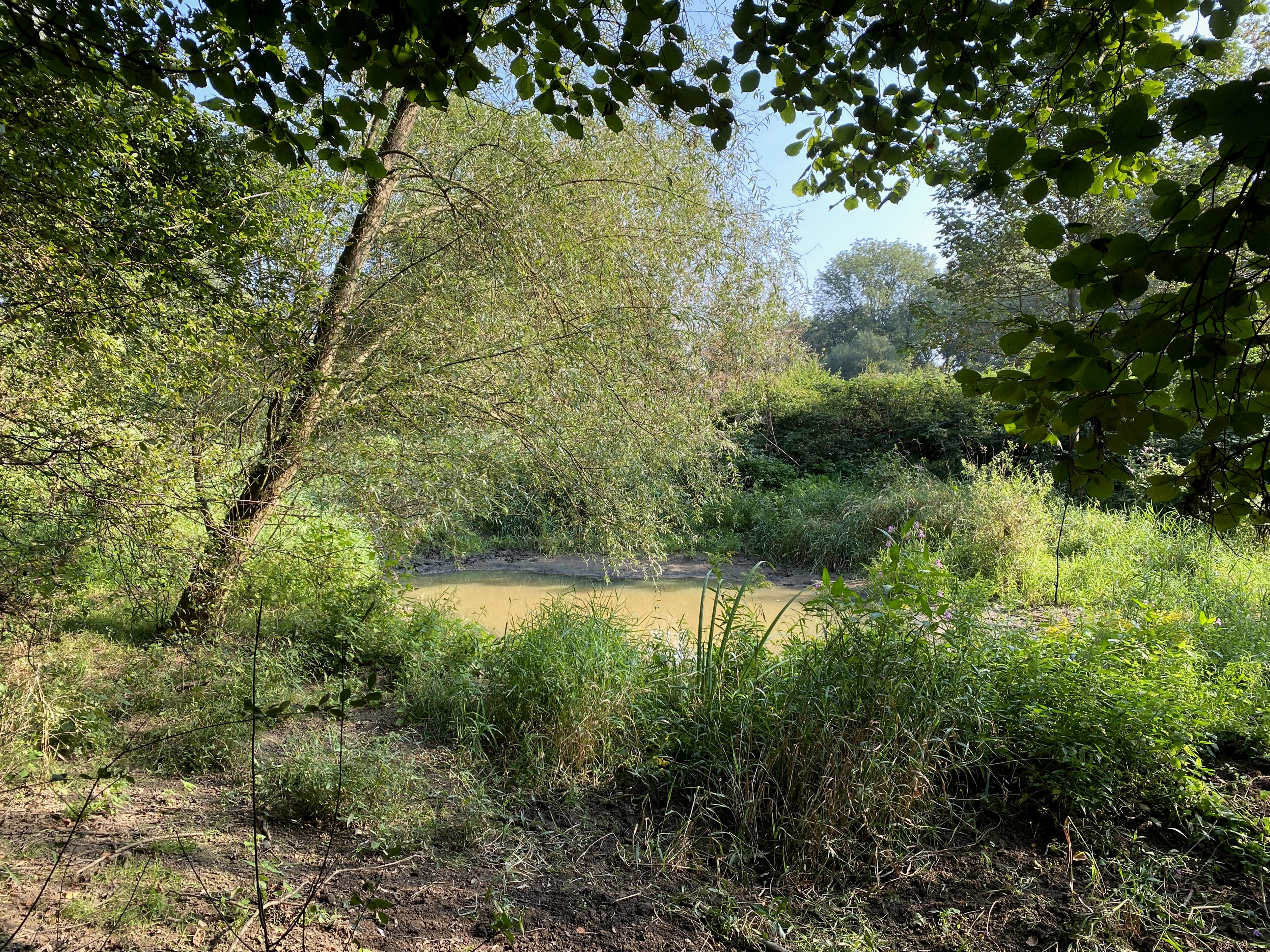
Eutrophe Stillgewässer mit Weidengebüsch
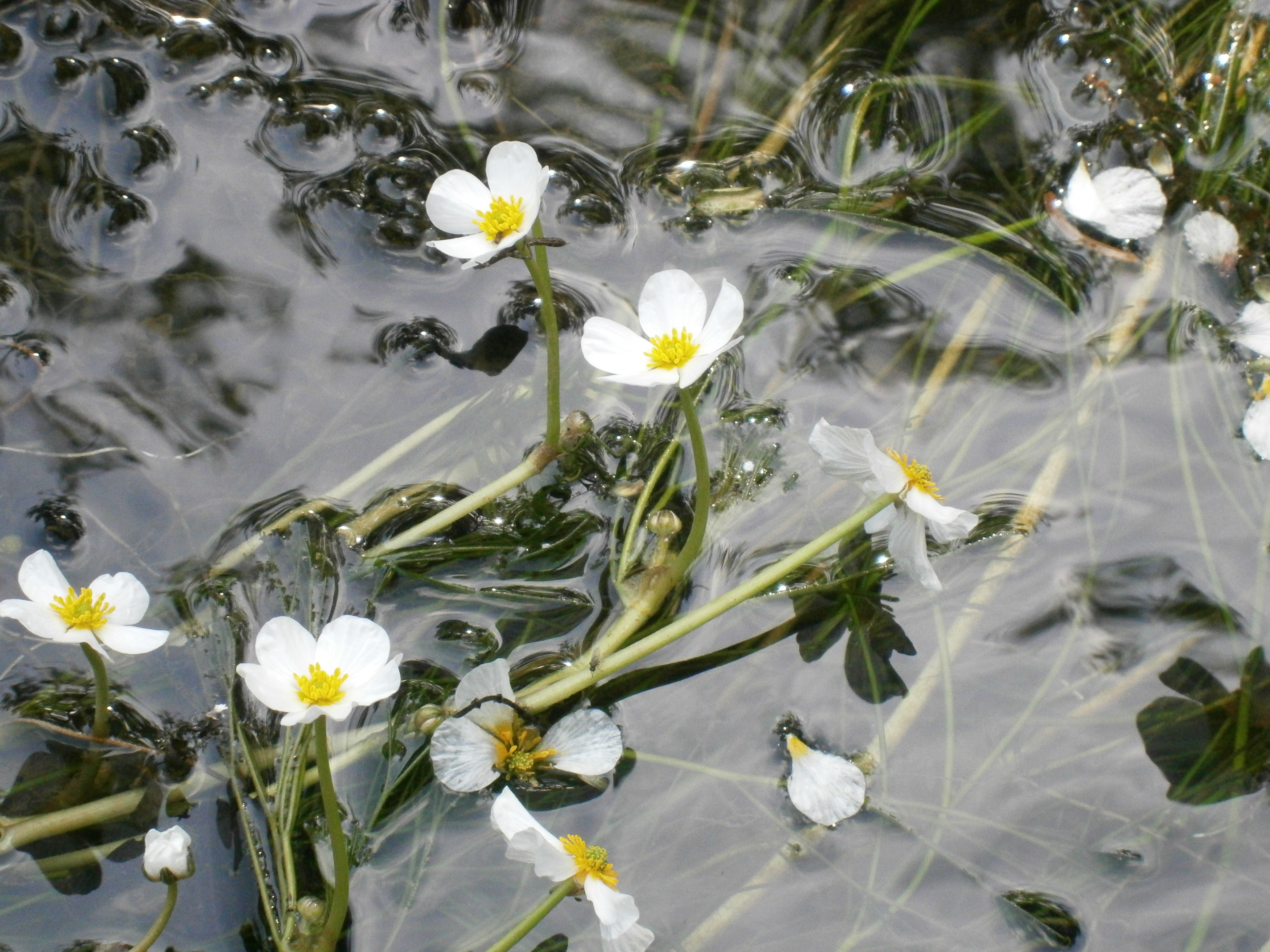
Flutender Wasser-Hahnenfuß
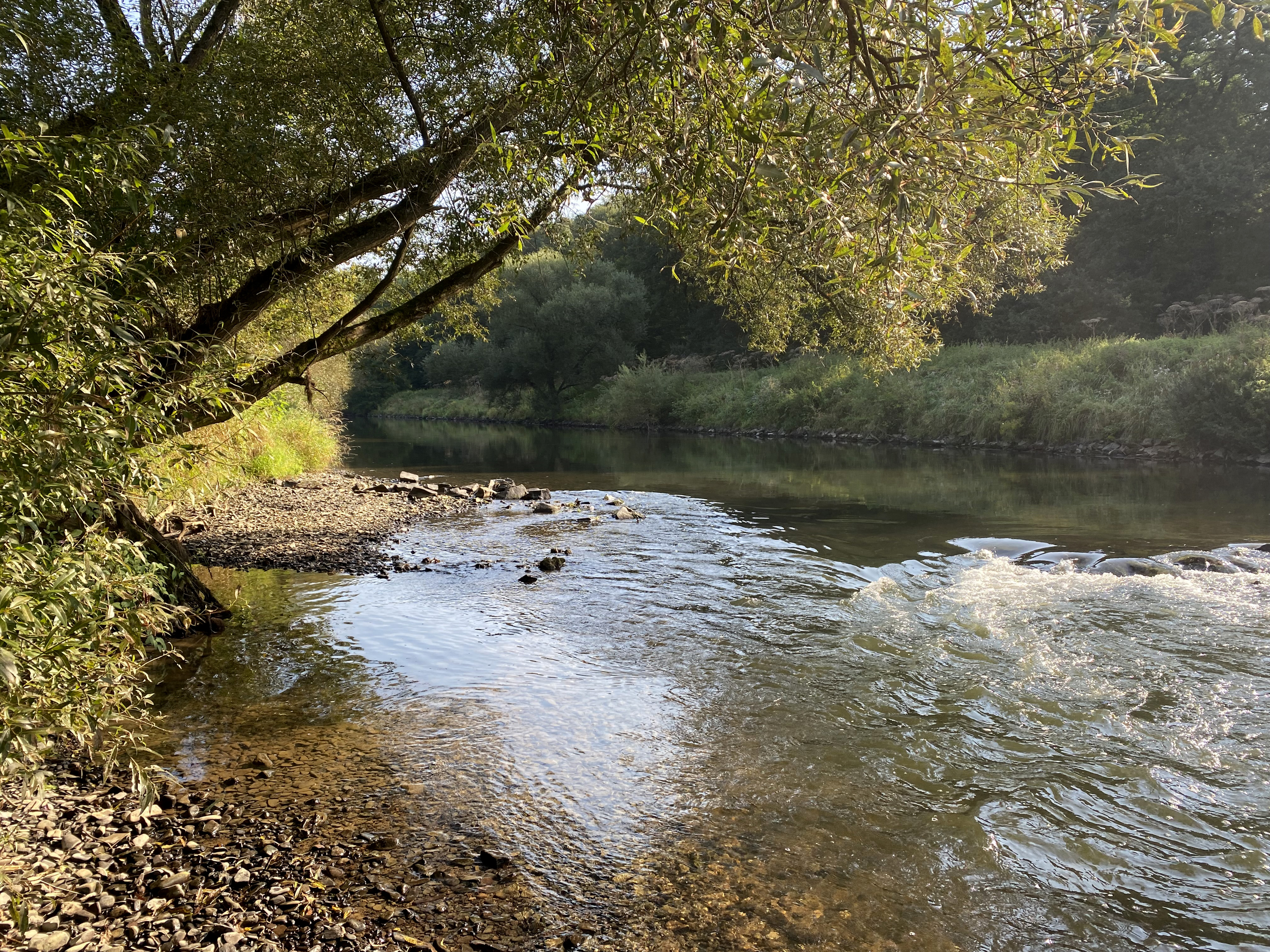
Die Agger